# Uxem
Uxem, niederländisch Uksem, ist eine französische Gemeinde mit 1524 Einwohnern (Stand 1. Januar 2022) im Département Nord in der Region Hauts-de-France. Sie gehört zum Arrondissement Dunkerque und zum Gemeindeverband Hauts de Flandre.
In Uxem wird noch Westflämisch gesprochen.

## Geografie

Lage von Uxem im Arrondissement Dunkerque

Die Gemeinde Uxem liegt in Französisch-Flandern im äußersten Norden Frankreichs, etwa acht Kilometer östlich von Dünkirchen und acht Kilometer westlich der Grenze zu Belgien (Gemeinde Veurne). Das tischebene Gebiet der Gemeinde wird von kleinen Fließgewässern wie dem Moldyck durchzogen. Des Weiteren verlaufen im 8,27 km² großen und weitgehend unterhalb des Meeresspiegels liegenden Gemeindegebiet zahlreiche Kanäle auf verschiedenen Ebenen, deren Aufgabe es ist, das Oberflächenwasser zu sammeln, das mittels elektrischen Pumpen in einen höherliegenden Kanal gepumpt wird. Das Wasser gelangt letztlich in den Canal de Dunkerque à Furnes, der mit dem Meer in Verbindung steht. Auch über den Kanal Ringsloot gelangt Wasser über belgisches Gebiet zur Nordsee.
Neben dem geschlossenen Siedlungsbild des Kernortes liegen im Gemeindegebiet von Uxem zahlreiche verstreute Einzelhöfe. Charakteristisch für die Umgebung ist die Weidewirtschaft auf teilweise eingedeichten Poldern und das völlige Fehlen von Waldgebieten.
Nachbargemeinden von Uxem sind Ghyvelde im Nordosten, Les Moëres im Osten, Warhem im Süden, Téteghem im Westen sowie Leffrinckoucke im Nordwesten.
Durch den Norden der Gemeinde führt die Autoroute A16. Eine Straßenbrücke über diese Autobahn markiert mit 10 m über dem Meer den höchsten Punkt in der Gemeinde. Die höchsten Bodenerhebungen bilden einige 3 m hohe Bodenwellen im Norden von Uxem.

## Geschichte

### Ursprünge
Die ältesten Spuren des Dorfes stammen aus dem 4. Jahrhundert. In diese Zeit fällt der Höhepunkt der damals regelmäßigen Einbrüche des Meeres in das Hinterland („deuxième transgression dunkerquienne“ – Zweite Dünkirchener Flut). Es entstand ein Labyrinth aus Seen, Sümpfen und Inseln fruchtbaren Bodens. Seit Anfang des 4. Jahrhunderts schwand die Macht der Römer allmählich. Sumpfgebiete waren den Römern nicht geheuer und so verließen sie die Gegend.
In das ab dem 7. Jahrhundert zu Neustrien gehörende Land unter der Herrschaft des Frankenkönigs Dagobert wanderten nun sächsische und friesische Sippen ein. Nach einem der Clanführer namens Ukes, Hugues, Hugo, Udon, Odon wurde das Dorf benannt. Die Endung -hem bzw. -ham steht für -haus oder -heim.
Eine erste schriftliche Quelle des Ortes stammt aus dem Jahr 981, als das Dorf Ukesham hieß. Linguisten und Toponymisten zufolge verschob sich die sächsisch-friesische Endung -ham danach zum fränkischen -hem. Neben Uxem trifft dies auch auf die in unmittelbarer Nähe liegenden Dörfer Téteghem und Warhem zu.
L. Lemaire schreibt in seiner Abhandlung über die Geschichte Dünkirchens (L’histoire de Dunkerque) im Jahr 1927, dass die vor den Meeresfluten Fliehenden die Siedlungen an den neuen Küstenlinien weiter landeinwärts besetzten – die heutigen Dörfer mit den Namensendungen auf -hem, -ham oder -zeele. Die Einwanderungswellen des 9. und 10. Jahrhunderts brachten hingegen Ortsnamen mit kirchlichem Bezug (-kerque, -capelle oder Saint-).
Der Ortsname entwickelte sich wie folgt:
981 Ukesham, 1067 Oxhem, 1075 Uggeshem, 1093 Usem, 1121 Oxham, 1254 Uxem, 1330 Uxhem, 1531 Uxcem und seit 1559 Uxem.

### Mittelalter
Für das Jahr 1232 ist ein Ritter namens Eustache d’Uxem bestätigt, der den Mönchen der Abtei St. Winnoc im nahen Bergues freien Durchzug über seine Herrschaft Uxem gewährte. Dieses Dokument wurde lange so interpretiert, dass die Mönche der Abtei St. Winnoc das Dorf Uxem gegründet haben könnten, was aber nicht mit dem Ortsnamen und dem Wappen übereinstimmt. Die Mönche erwarben aber bis zur Französischen Revolution zahlreiche Ländereien um Uxem. Die weltliche Gewalt über Uxem lag bis zur Revolution bei der Kastellanei von Bergues.
Im Jahr 1328 tangierte die Schlacht von Cassel auch das Dorf Uxem, das 21 Tote beklagte.

### Zweiter Weltkrieg
Obwohl Erste, Zweite und Dritte Flandernschlacht nur etwa 40 Kilometer östlich von Uxem tobten, war der Zweite Weltkrieg für die Gemeinde und ihre Bewohner verheerender.
Die Front rollte zweimal über das Gebiet von Uxem. Im Mai und Juni 1940 rückten die Deutschen hier auf das nahe Dünkirchen vor. Das Dorf wurde durch Bomben stark zerstört und weite Gebiete um Uxem waren durch Landminen unpassierbar. Heftige Gefechte fanden um die Stellungen von Geschützbatterien um die Weiler Caesterhof, Krommenhouck und Le Petite Casino statt. Ein Teil der Verteidigungsstrategie bestand darin, Kanalschleusen zu öffnen (22. Mai 1940) und Pumpwerke abzustellen, sodass große Flächen des unter dem Meeresspiegels liegenden Gebietes überflutet wurden.
Die deutsche Besatzung gliederte das Gebiet um Uxem in den Atlantikwall ein, das hier aus 24 Bunkern bestand.

### Nach dem Krieg
Uxem und viele umliegende Dörfer waren fast völlig dem Erdboden gleichgemacht, 120.000 Landminen waren in der Umgebung zu entschärfen oder zu sprengen und fast 25.000 Hektar Land war meterhoch von Brackwasser bedeckt. Schleusen, Pumpwerke und Kanäle waren zerstört.
Die Gemeinde wurde 1949 mit dem Croix de guerre ausgezeichnet.
Im Januar 1946 konnten die überfluteten Gebiete provisorisch trockengelegt werden. Der Boden der Poldern wurde mit Calciumsulfat angereichert und ab 1947 konnte die Erde wieder der landwirtschaftlichen Nutzung zugeführt werden. Die Reparatur der Kanäle, Schleusen und Pumpen dauerte jedoch bis in die 1960er Jahre.

### Bevölkerungsentwicklung
| Jahr                       | 1962 | 1968 | 1975 | 1982 | 1990 | 1999 | 2011 | 2022 |
| Einwohner                  | 342  | 339  | 682  | 950  | 1128 | 1076 | 1344 | 1524 |
| Quellen: Cassini und INSEE |      |      |      |      |      |      |      |      |

Im Jahr 1946 wurde mit 304 Bewohnern die bisher geringste Einwohnerzahl ermittelt. Die Zahlen basieren auf den Daten von cassini.ehess und INSEE.

## Sehenswürdigkeiten
- Wasserturm
- Oratorium
- Blockhaus
- Die heutige Kirche Saint-Amand (St. Amandus) ist der zweite Nachfolgebau des ursprünglichen Gotteshauses aus dem 17. Jahrhundert. Diese wurde 1940 durch Bomben zerstört. Unversehrt blieben nur ein Gemälde („Die Anbetung der Könige“), zwei Holzstatuen von St. Amand und St. Apollonia, eine Monstranz, Schriftrollen und Aufzeichnungen der Gemeinde. Die genannten Überreste werden in der Erzdiözese in Lille verwahrt. Die Ruinen der im Krieg zerstörten Kirche wurden 1962 beseitigt. 1969 wurde an derselben Stelle eine neue Kirche geweiht, die durch moderne Glasmalerei auffiel. Es wurde an dieser Kirche viel Holz verbaut, was sich bald als unvorteilhaft erweisen sollte. Am 8. Januar 1986 brannte die Kirche binnen einer Stunde vollständig aus. Die Ursache des Brandes konnte nicht geklärt werden. Man begann aber unmittelbar danach, eine neue Kirche zu errichten. Diese aktuelle Kirche Saint-Amant existiert seit 1988.[8]

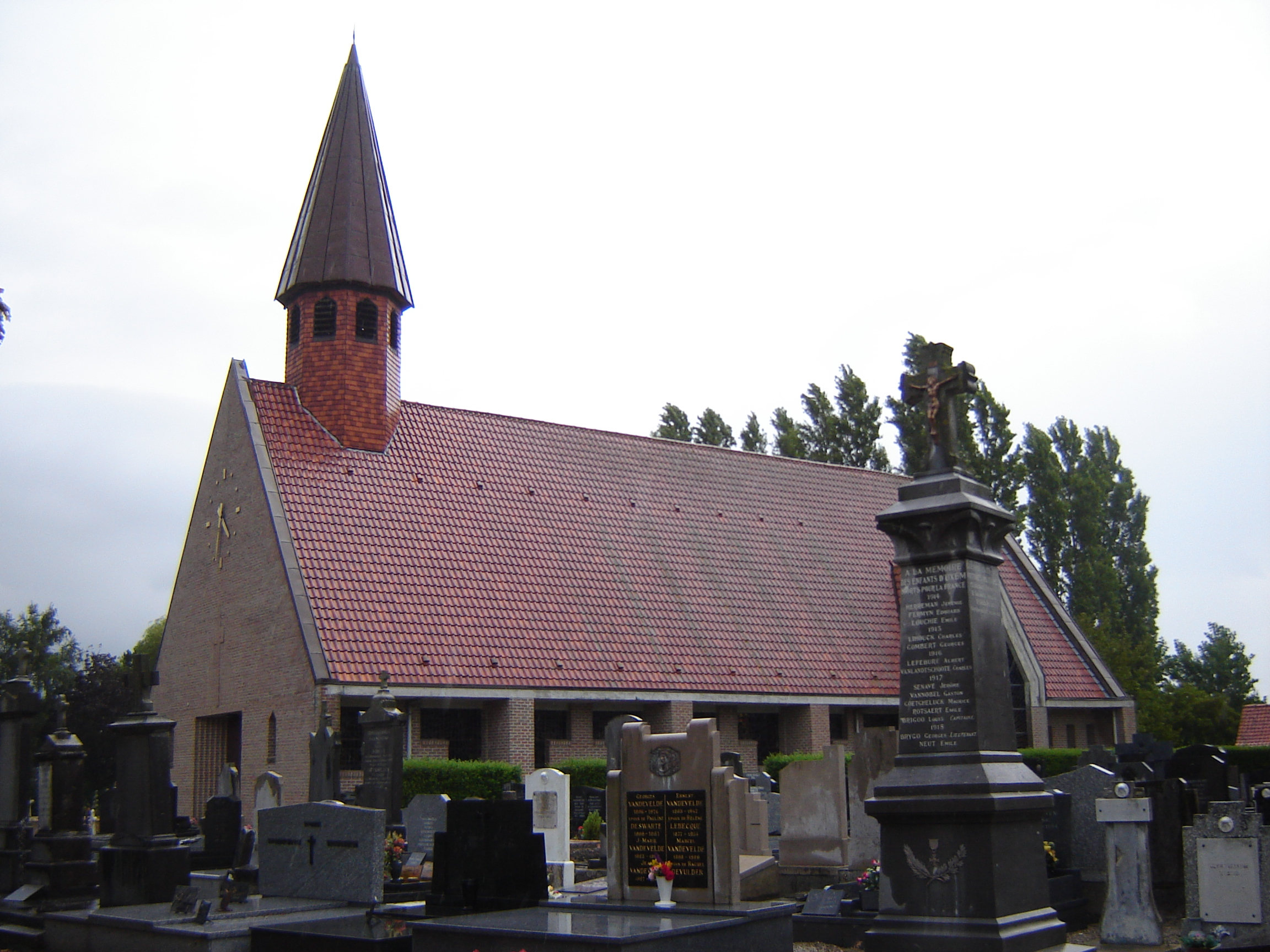
Kirche Saint-Amand
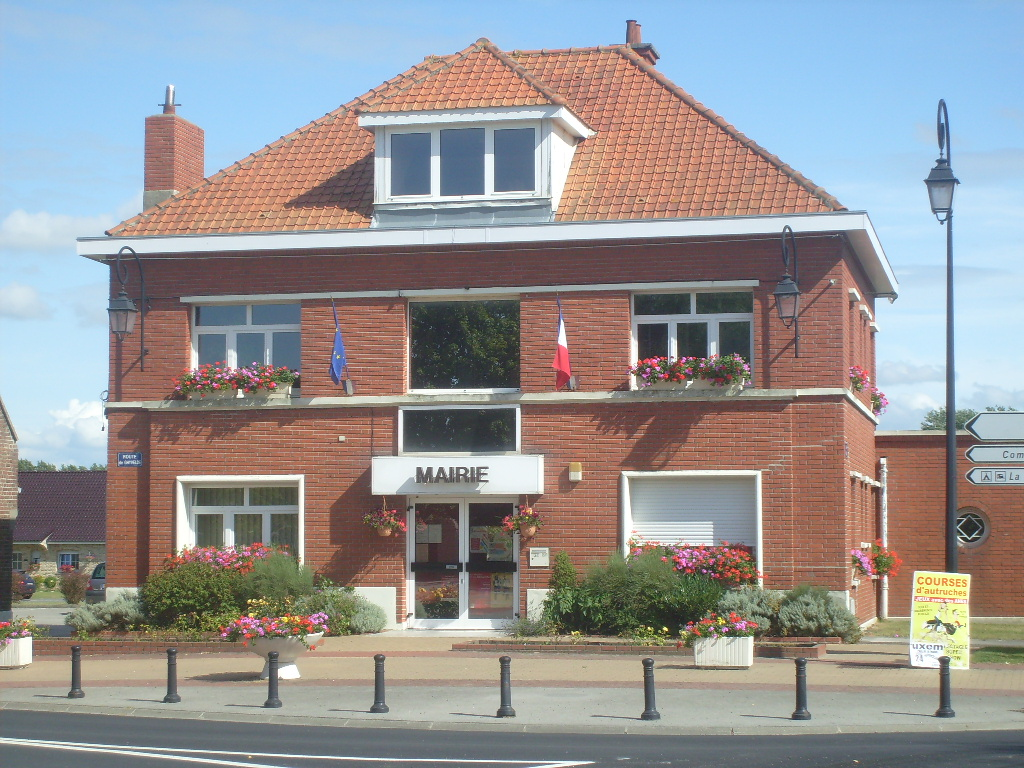
Ehemalige Mairie
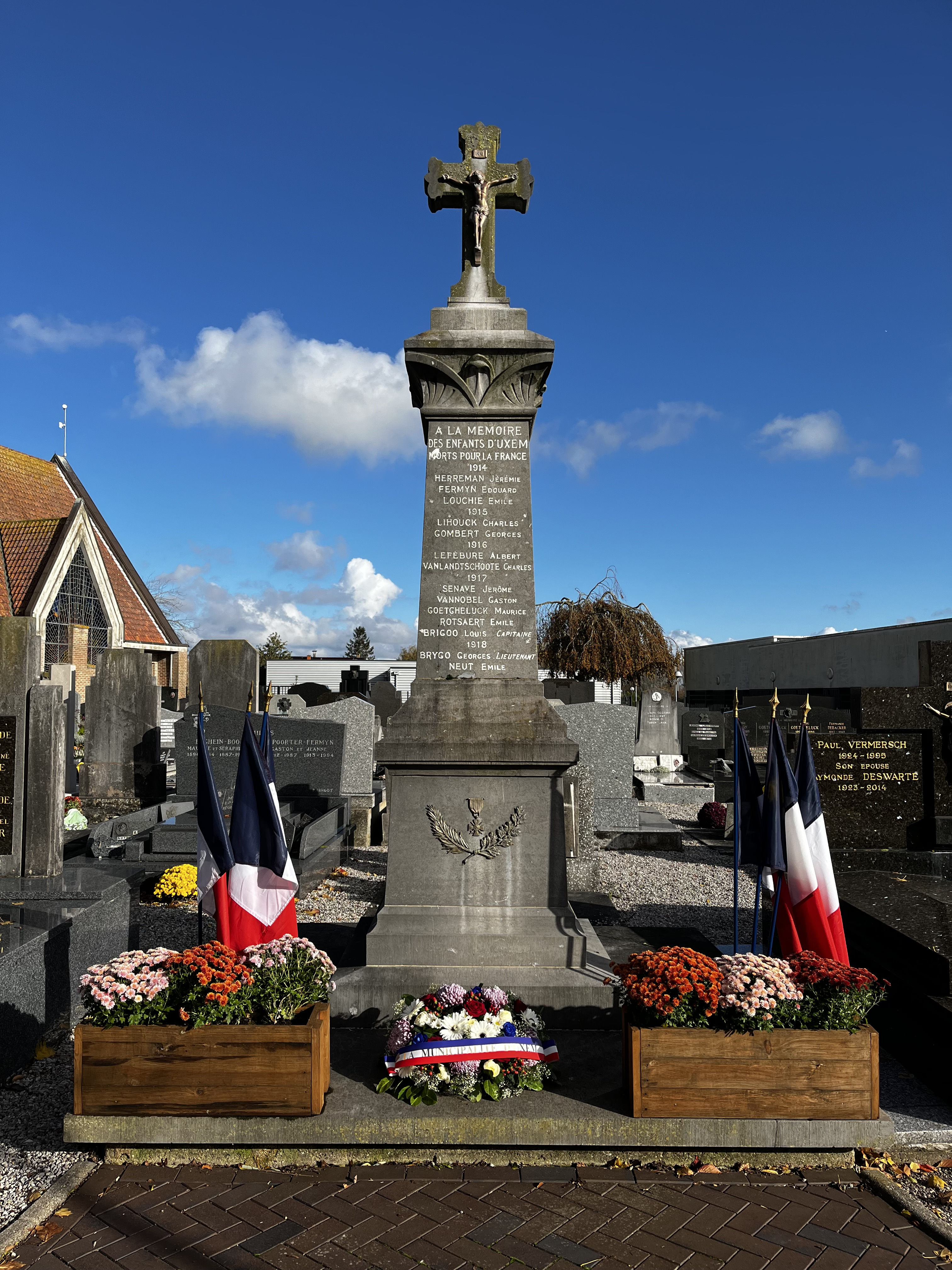
Gefallenendenkmal

## Wirtschaft und Infrastruktur
Die Landwirtschaft spielt nach wie vor eine wichtige Rolle in Uxem. In der Gemeinde sind zwölf landwirtschaftliche Betriebe ansässig (Getreideanbau, Viehzucht), daneben einige kleine Handwerks- und Dienstleistungsunternehmen. Im Norden der Gemeinde hat Uxem zusammen mit den Gemeinden Leffrinckoucke und Ghyvelde einen Anteil am Industriepark Usine des Dunes. Das Industriegebiet wurde bereits 1911 gegründet. Größter Arbeitgeber ist dort Ascométal, heute eine Tochter des russischen Konzerns Severstal mit fast 1000 Mitarbeitern (2008).
Uxem liegt etwas abseits der überregionalen Verkehrsströme, ist aber durch ein gut ausgebautes Straßennetz in alle Richtungen mit den umliegenden Städten und Gemeinden verbunden. Im acht Kilometer entfernten Dunkerque bestehen Bahnverbindungen in das französische Kernland und nach Belgien. Durch den Norden der Gemeinde Uxem verläuft die Autoroute A 16 (Anschlüsse in Dunkerque und Ghyvelde).

## Belege
1. ↑  Les origines du village. ville-uxem.com (französisch)
2. ↑  X ème – XIII ème siècle. ville-uxem.com (französisch)
3. ↑  Michel Warlop: La bataille de Cassel. ville-uxem.com (französisch)
4. ↑  La guerre 1939–1945. ville-uxem.com (französisch)
5. ↑  Bilan de la guerre. ville-uxem.com (französisch)
6. ↑  Uxem auf cassini.ehess
7. ↑  Uxem auf INSEE
8. ↑  Paroisse d’Uxem (französisch)
9. ↑  Landwirtschaftsbetriebe in Uxem (französisch)